# Los Angeles Chargers 1960
La stagione 1960 dei Los Angeles Chargers è stata la prima della franchigia nell'American Football League. Il capo-allenatore Sid Gillman guidò la squadra al titolo della Western Division con un record di 10-4 e qualificandosi per la finale contro gli Houston Oilers
I Chargers avrebbero avuto il diritto di ospitare la finale nello stadio casalingo, il Los Angeles Memorial Coliseum. Tuttavia, dal momento che l'affluenza media per le partite interne era di meno di 10.000 persone, la lega e i dirigenti televisivi temevano di mostrare troppi spazi vuoti in uno stadio da oltre 100.000 posti e convinsero i Chargers a rinunciare al vantaggio. La gara fu così spostata al Jeppesen Stadium di Houston. Nei confronti diretti durante la stagione regolare le due squadre avevano vinto una gara a testa, entrambe le volte appannaggio della formazione di casa. Gli Oilers erano così favoriti per vincere il titolo. In svantaggio di un punto dopo tre quarti di gioco, i Chargers concessero un touchdown da 88 yard nel quarto periodo e persero 24–16.
La scarsa affluenza casalinga portò a speculazioni che la squadra potesse lasciare Los Angeles. A dicembre il proprietario Barron Hilton negò di stare pianificando un trasferimento, ma a fine gennaio il club si spostò al Balboa Stadium di San Diego. La squadra non avrebbe fatto ritorno a Los Angeles fino al 2017.

## Roster
| Roster dei Los Angeles Chargers nel 1960 |
| --- |
| Quarterback - 15 Jack Kemp QB Running Back - 37 Howie Ferguson FB - 41 Charlie Flowers FB - 20 Fred Ford FB - 23 Paul Lowe HB - 33 Blanche Martin FB Wide Receiver - 82 Ralph Anderson E - 28 Royce Womble E - 83 Dave Kocourek E - 88 Don Norton E Tight End - 87 Howard Clark TE Offensive Linemen - 69 Al Barry G - 66 Fred Cole G - 68 Orlando Ferrante G - 74 Ron Mix T - 52 Don Rogers C - 72 Sam DeLuca G/T - 75 Ernie Wright T Defensive Linemen - 71 Dick Chorovich DT - 50 Ben Donnell DE - 76 Gary Finneran DE-DT - 89 Art Gob DE - 80 Ron Nery DE - 70 Volney Peters DT - 81 Maury Schleicher DE Linebacker - 57 Al Bansavage LB - 54 Ron Botchan LB - 53 Charlie Brueckman LB - 56 Emil Karas LB - 17 Bob Laraba LB/QB - 51 Rommie Loudd LB Defensive Back - 35 Bob Garner CB - 36 Dick Harris CB/KR - 27 Charlie McNeil S - 29 Doyle Nix CB - 26 Jim Sears DB/KR - 34 Bob Zeman S Special Team - 3 Ben Agajanian K Lista delle riserve - 84 Paul Maguire LB/P (IR)         |
| Legenda - I rookie sono in corsivo. - Il primo ruolo è il principale mentre gli eventuali successivi indicano i ruoli secondari. - (IR) sta per Injured Reserve ed indica la lista ristretta per un solo giocatore infortunato che può tornare ad allenarsi dopo la settimana 6 e a rientrare in prima squadra dopo che questa ha giocato 8 partite. - (NF-Inj.) / (NF-Ill.) stanno rispettivamente per Non-Football Injured e Non-Football Illness ed indicano le liste dove viene inserito un giocatore che ha un infortunio o una malattia non dipendente dal football americano. - (PUP) sta per Physically Unable to Perform ed indica la lista dove viene inserito un giocatore mentre è in attesa di recuperare la condizione fisica. Nella stagione regolare dopo la sesta partita giocata dalla propria squadra, il giocatore ha tempo tre settimane per riprendere ad allenarsi, più tre settimane aggiuntive dal suo rientro agli allenamenti per rientrare in prima squadra. |

## Calendario

### Stagione regolare
| Stagione regolare |                    |                    |                    |                    |                               |                    |
| Turno             | Data               | Avversario         | Risultato          | Record             | Stadio                        | Pubblico           |
| 1                 | 10 settembre       | Dallas Texans      | V 21–20            | 1–0                | Los Angeles Memorial Coliseum | 17,724             |
| 2                 | 18 settembre       | at Houston Oilers  | S 28–38            | 1–1                | Jeppesen Stadium              | 20,156             |
| 3                 | 25 settembre       | at Dallas Texans   | S 0–17             | 1–2                | Cotton Bowl                   | 42,000             |
| 4                 | 2 ottobre          | at Buffalo Bills   | V 24–10            | 2–2                | War Memorial Stadium          | 15,821             |
| 5                 | 8 ottobre          | Boston Patriots    | S 0–35             | 2–3                | Los Angeles Memorial Coliseum | 18,226             |
| 6                 | 16 ottobre         | at Denver Broncos  | V 23–19            | 3–3                | Bears Stadium                 | 19,141             |
| 7                 | Settimana di pausa | Settimana di pausa | Settimana di pausa | Settimana di pausa | Settimana di pausa            | Settimana di pausa |
| 8                 | 28 ottobre         | at Boston Patriots | V 45–16            | 4–3                | Boston University Field       | 13,988             |
| 9                 | 4 novembre         | at New York Titans | V 21–7             | 5–3                | Polo Grounds                  | 19,402             |
| 10                | 13 novembre        | Houston Oilers     | V 24–21            | 6–3                | Los Angeles Memorial Coliseum | 21,805             |
| 11                | 20 novembre        | Buffalo Bills      | S 3–32             | 6–4                | Los Angeles Memorial Coliseum | 16,161             |
| 12                | 27 novembre        | Oakland Raiders    | V 52–28            | 7–4                | Los Angeles Memorial Coliseum | 15,075             |
| 13                | 4 dicembre         | at Oakland Raiders | V 41–17            | 8–4                | Candlestick Park              | 12,061             |
| 14                | 10 dicembre        | Denver Broncos     | V 41–33            | 9–4                | Los Angeles Memorial Coliseum | 9,928              |
| 15                | 18 dicembre        | New York Titans    | V 50–43            | 10–4               | Los Angeles Memorial Coliseum | 11,457             |

### Playoff
| Playoff |                 |                |           |                  |          |
| Turno   | Data            | Avversario     | Risultato | Stadio           | Pubblico |
| Finale  | 1º gennaio 1961 | Houston Oilers | S 16–24   | Jeppesen Stadium | 32,183   |